# Споменик природе Церови код Ђушиног гроба
Споменик природе Церови код Ђушиног гроба је заштићено природно добро од 2003. године. Налази се изнад села Придворице, на планини Мали Јастребац, општина Блаце, а које админастративно припада Топличком округу, Јужне и источне Србије као једном од пет статистичких региона Србије.

## Церови код Ђушиног гроба
Некада су на планини Мали Јастребац и у њеној околини највише биле заступљене две врсте храста: сладун и цер. Данас церови код Ђушиног гроба представљају остатак некадашњих шумских заједница. Налазе се на територији општине Блаце, у селу Придворица, на надморској висини од 794 м.
Под природним добром Церови код Ђушиног гроба подразумева се скуп од три стабла цера. Границу заштићеног простора чини пројекција његових крошњи, чији пречник износи 26,5м, 20,79м и 17,20м, односно површине припадајућег простора крошње од 5,51 ари, 3,69 ари и 2,32 ара, или збирно 11,52 ара.Процењена старост прва два стабла износи око 300 година, а трећег 200 година.
Стабло број 1 је најдебље и оно је са релативно уском крошњом. Почиње да се грана на 6 метара од земље. Друго стабло се налази на удаљености од 6 м од првог и његов пречник је мањи од пречника првог стабла, док је треће стабло приближних димензија као друго, од ког је удаљено 25 м.
Простор око ова три стабла није пуст већ је обрастао младом шумом. У прошлости су се овде налазила бројна домаћинства и пашњаци, као и 20 бачија, где је 20 домаћинстава имало ограђен простор за смештај ситне и крупне стоке. Плато Ђушин гроб на коме се налазе церови носи име по Ђуши, једном од становника једног од јастребачких села који је сахрањен испод стабла.

### Дендрометријске карактеристике
Заштићена стабла имају следеће дендрометријске карактеристике:
- Стабло број 1: Висина стабла је 32м, висина дебла до прве живе гране 6м, пречник дебла на 1,30м - 1,88м, обим дебла на 1,30м - 5,90м, пречник крошње 26,50м
- Стабло број 2: Висина стабла је 29м, висина дебла до прве живе гране 5,70м, пречник дебла на 1,30м - 1,15м, обим дебла на 1,30м - 3,60м, пречник крошње 20,70м
- Стабло број 3: Висина стабла је 22м, висина дебла до прве живе гране 5,50м, пречник дебла на 1,30м - 1,16м, обим дебла на 1,30м - 3,65м, пречник крошње 17,10м

## Споменик природе
Према Правилнику о категоризацији заштићених природних добара Церови код Ђушиног гроба заштићени су 2003. године као Споменик природе Церови код Ђушиног гроба Одлуком о заштити три стабла цера („Сл. гласник општине Блаце“, бр. 02-1/2003). Одлука је донета од стране Скупштине општине Блаце на основу Закона о заштити животне средине („Службени гласник Републике Србије“, бр. 66/91, 83/92, 53/93, 48/94 и 53/95). Kасније је донета и Одлука о измени и допуни Одлуке о заштити три стабла цера („Службени гласник општине Блаце“, бр. I-501-126/2010). Ово заштићено природно добро је III категорије – значајно природно добро, на коме је успостављен режим заштите III степена.

### Управљач
Споменик природе поверен је на управљање ЈП „Србијашуме“, Шумска управа Блаце.